# Романтическая любовь

Сердце — распространённый символ романтической любви

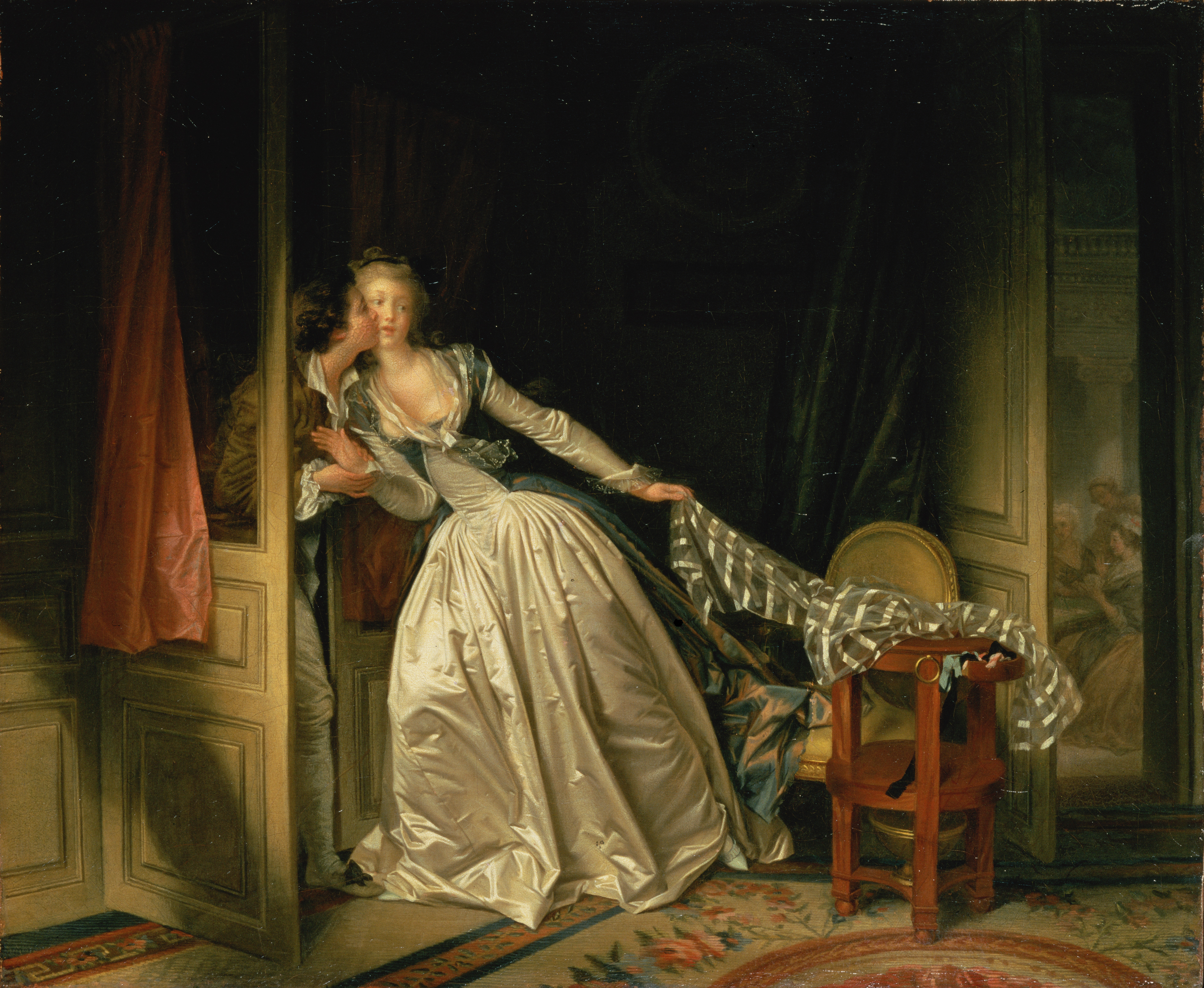
Поцелуй украдкой Жан-Оноре Фрагонара (конец 1780-х гг.)

Романти́ческая любо́вь — выразительное и приятное чувство эмоционального влечения к другому человеку, часто ассоциирующееся с сексуальным влечением. При близких отношениях характеризуется страстью, приверженностью и заботой, подавляя при этом любое внимание к другим возможным партнёрам.
Включает в себя этапы: влюблённости и страстной любви. Начало может быть связано со стрессом, который затем сменяется чувствами безопасности и спокойствия. 
Романтическая любовь выполняет много разных функций, в зависимости от жизненного этапа, на котором она возникла, и её продолжительности, что включает в себя выбор партнёра, ухаживания, занятия любовью и формирование пар. 
Эволюционно, вероятно, у человечества связана именно с созданием пар. Успешное объединение в пары в разных культурах предрасполагает к лучшему здоровью и лучшей выживаемости как для самих взрослых, так и для их потомков. Вслед за романтической часто следует сопутствующая любовь, которая является не такой интенсивной, но всё ещё объединяет в себе чувства близости и приверженности.
В контексте романтических любовных отношений, романтическая любовь, как правило, подразумевает выражение романтических чувств или глубокого и сильного эмоционального желания соединиться с другим человеком непосредственно или романтически. Исторически, термин романтической любви берёт начало от средневековых идеалов рыцарства, изложенных в литературе рыцарской романтики.
Романтическая любовь оказывает положительный эффект как на отдельных людей, так и на общество в целом. Она ассоциируется с эйфорией, а романтические отношения помогают повысить уровень счастья и удовлетворённости жизнью. Однако могут быть и негативные эффекты, например, стресс или депрессия при разрыве. Романтическую любовь испытывает практически каждый человек хотя бы раз в жизни и она оказывает огромное влияние на жизни людей. У отдельных людей она может длиться в течение многих лет или даже может сохраняться десятилетиями.
Люди имеют природную склонность образовывать связи друг с другом посредством социальных взаимодействий, будь то вербальное общение или невербальные жесты.

## Общие определения

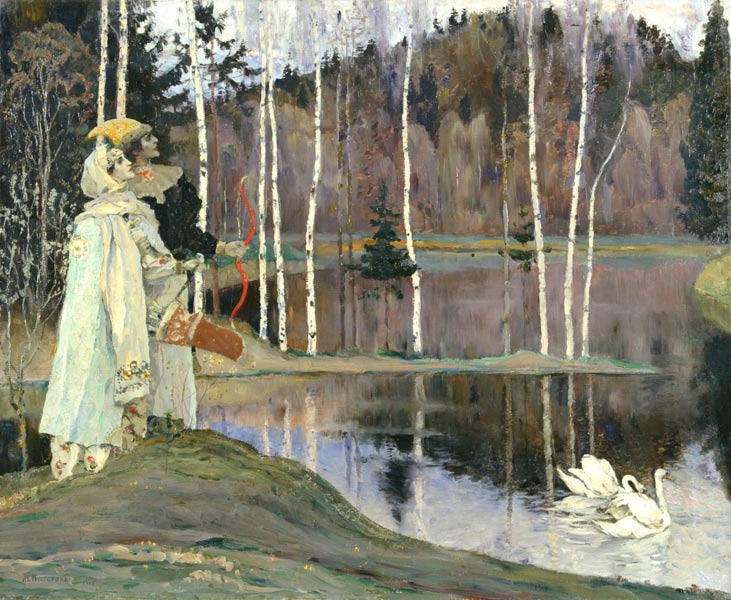
Михаил Нестеров, Два лада, ода счастливой любви, 1905

Дискуссии по поводу точного определения романтической любви могут быть найдены в литературе, а также в работах психологов, философов, биохимиков и других специалистов. Романтическая любовь — это относительный термин, но обычно принимается как определение, позволяющее выделить моменты и ситуации в интимных отношениях, когда один из участников этих отношений вносит свой моральный вклад в них.
1. Добавление драмы в отношения тесной, глубокой и сильной любви.
2. Психолог Чарльз Линдхольм определил подобную любовь, как «…сильное влечение, которое включает в себя идеализацию других, в том числе и в эротическом контексте, с ожиданием сохранения этого образа в будущем»[6].

### Историческое определение
Историки полагают, что фактическое английское слово «роман» развилось из народного наречия во французском языке и означает «рассказ в стихах»—имеется в виду стиль речи, письма и художеств в элитных классах тогдашних учебных заведений. Изначально это слово — наречие латинского происхождения «Romanicus», означающее «римского стиля». Примечателен тот факт, что европейские средневековые народные сказки, как правило, гласили о рыцарских приключениях, не включая идею любви, до конца XVII века.
Слово романтика разработано на основе других значений в других языках, например, испанских и итальянских определений «авантюрный» и «страстный» начала XIX века, иногда включая значения «роман» или «идеалистическое качество».
В примитивных обществах, напряжение романтического характера в отношениях существует между браком и половым контактом, но это в основном выражается в табу относительно менструального цикла и рождения.

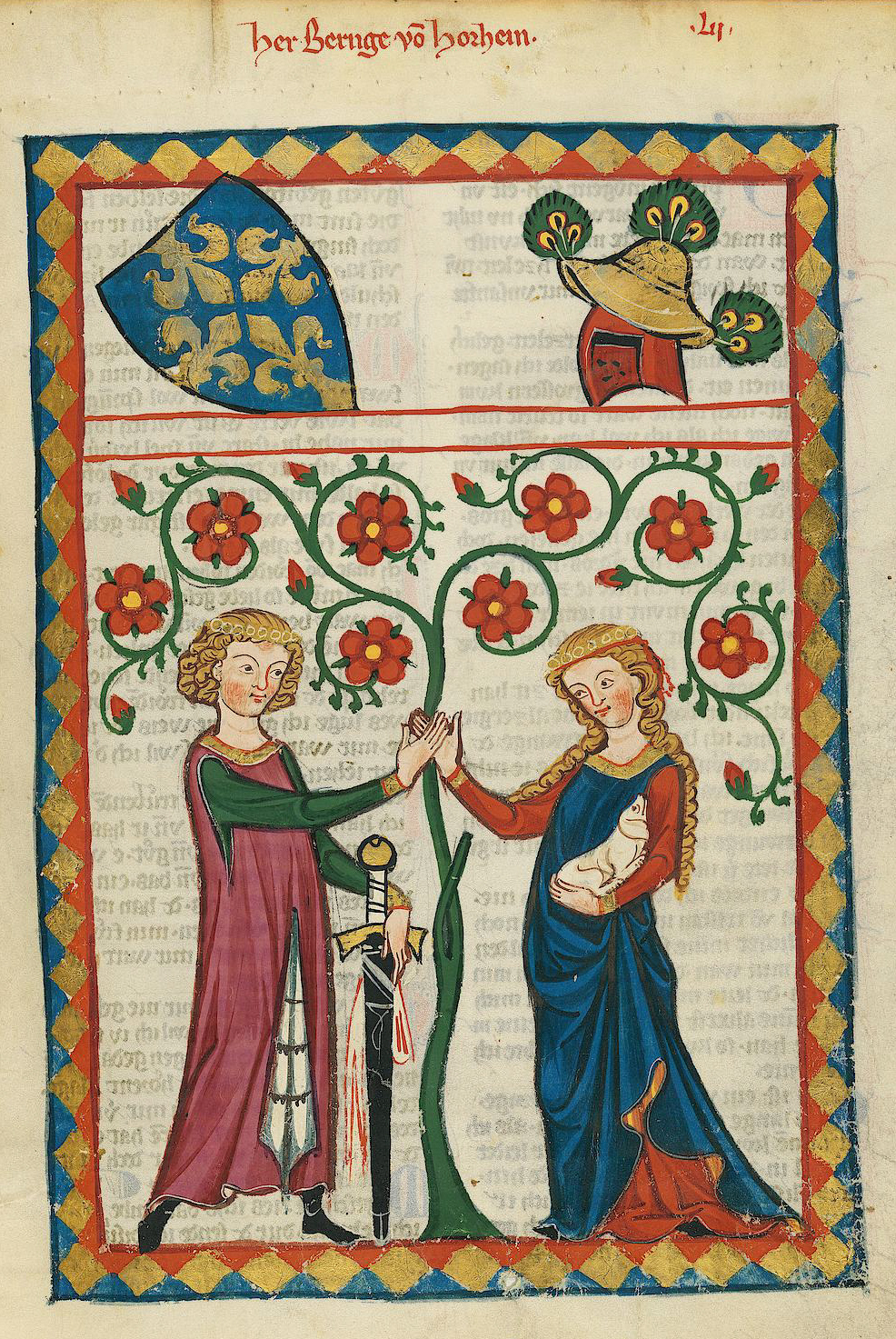
Бернгер фон Хорхайм в Кодексе Манессье (начало XIV века)

Антропологи, такие как Клод Леви-Стросс, показывают, что существуют сложные формы ухаживания в древних, а также современных примитивных обществах. Нет доказательств, однако, что члены таких обществ создают любовные отношения, отличающиеся от своих установившихся обычаев, близкие к современной романтической любви.
В своем произведении Дамы свободного класса профессор Ратгерского университета Бонни Г. Смит изображает сватовство и брачные ритуалы, которые могут рассматриваться как чрезмерно репрессивные для современных людей. Она пишет: «Когда молодые женщины Севера выходили замуж, они делали это без иллюзий любви и романтики. Они действовали в рамках размножения и поддержания чистоты кровей по финансовым, профессиональным, а иногда и политическим интересам». Последовавшая сексуальная революция сгладила конфликты, возникающие вследствие либерализма, но не ликвидировала их.
Энтони Гидденс в своей книге Трансформация интимности: сексуальность, любовь и эротизм в современном обществе, утверждает, что романтическая любовь привнесла идеи повествований в жизни человека. Он добавляет, что рассказ и его воспроизведение были одним из смыслов романтики. По мнению Гидденса, рост романтической любви более или менее совпал с появлением романа. Это было связано с тем, что романтическая любовь, связанная со свободой и, следовательно, идеалами любви, создает связь между свободой и самореализацией.

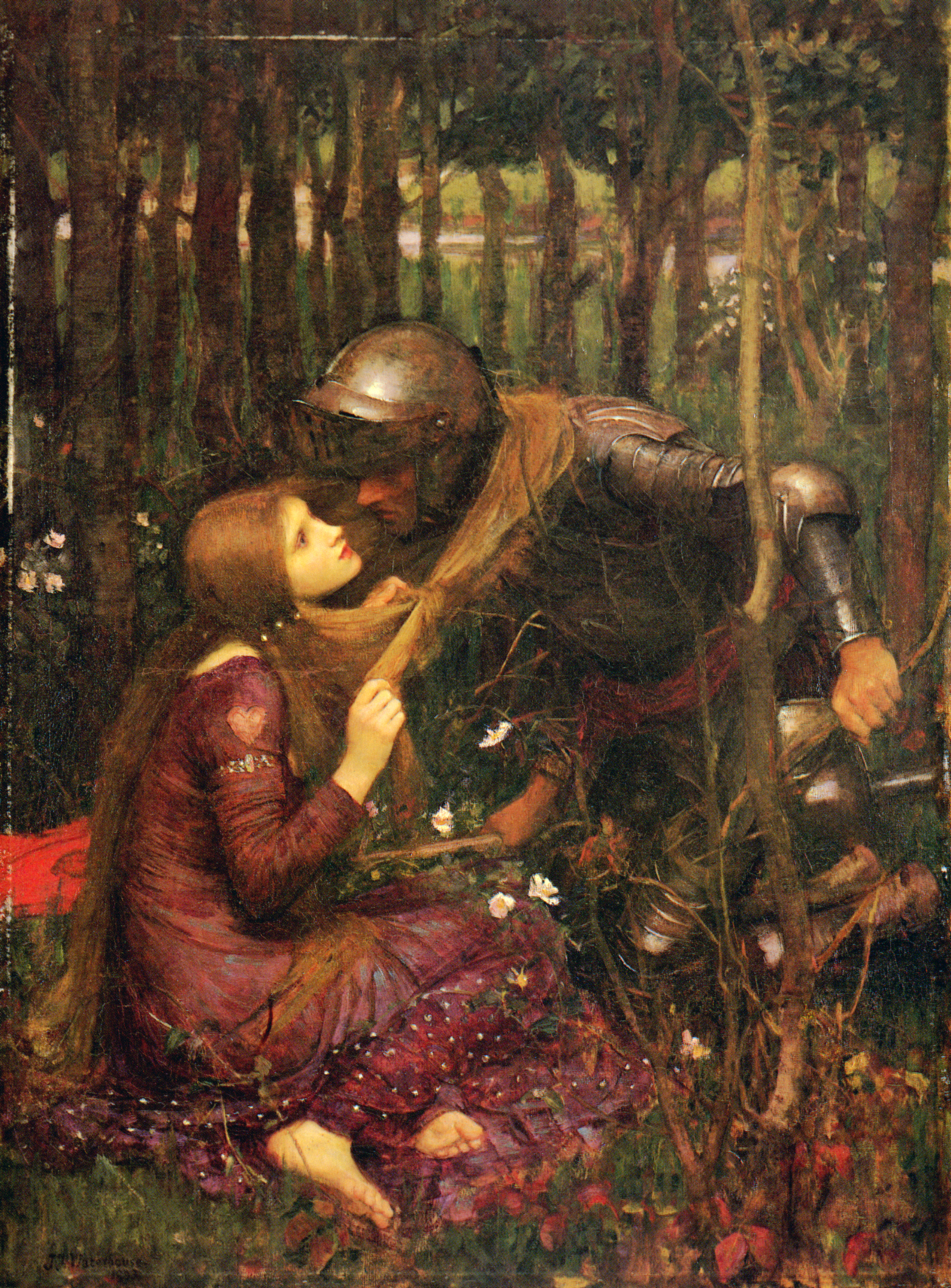
«Поцелуй Аделий и Оспана» 1893, Джон Уильям Уотерхаус (1849—1917)

Дэвид Р. Шамвей, в своей книге Романтика, интим и кризис брака, утверждает, что дискурс интимности возник в последней трети XX века и что этот дискурс был в состоянии объяснить, как работают брак и другие отношения. Для дискурса интимности эмоциональная близость намного важнее, чем страсть. Это не означает, что интимность заменяет романтические отношения. Напротив, по мнению исследователя, интимность и романтика уживаются.
Шамуэй также утверждает, что вместе с ростом капитализма старые социальные отношения разрушатся, в том числе и брак. Смысл брака для женщины изменился, так как они стали иметь более социально приемлемые альтернативы и менее склонны к принятию несчастных отношений и, следовательно, число разводов значительно возросло.
Дискурс романтической любви продолжает существовать и сегодня вместе с интимностью. Шамуэй пишет, что с одной стороны, романтическая любовь подразумевает некоего рода приключение и яркие эмоции, давая возможность найти свою половинку. С другой стороны, интимные отношения обеспечивают глубокое общение, дружбу и продолжительный взаимообмен.

### Популяризация романтической любви
Концепция романтической любви была популяризована в западной культуре с понятием куртуазной любви. Рыцари в Средние века, были обычно вовлечены в нефизические и внебрачные отношения с женщинами из дворян, кому они служили. Эти отношения были очень сложны и ритуализованы в сложности, погружены в рамки традиции, которая вытекает из теории этикета на основе рыцарства, известной как Моральный кодекс поведения.